# Maria Márkus
Maria Renata Márkus, född 1936, död 2017, var en polsk-ungersk sociolog och filosof. 

## Biografi
Márkus studerade filosofi vid universitetet i Moskva, där hon avlade examen 1957. Hon flyttade därefter till Ungern där hon anslöt sig till Budapestskolan, i vilken bland andra Ágnes Heller, Ferenc Fehér, György Márkus, István Mészáros och Mihály Vajda ingick. Skolan var ursprungligen inriktad på marxistisk humanism, men kom under 1960-talet att omfamna postmarxismen och bekände sig till den nya vänstern. Hon har skrivit om bland annat politisk sociologi, ekonomisk sociologi och feminism.
Maria Márkus var gift med filosofen György Márkus.